# Genetiskt modifierad organism
GMO (genetiskt modifierade organismer) är organismer där man på ett målmedvetet sätt förändrat arvsmassan så att de får de egenskaper man vill ha. Traditionell förädling går istället ut på att man letar efter organismer (exempelvis mutanter) som liknar de egenskaper man vill ha, och avlar på dem så att egenskapen förstärks över generationerna. Benämningen GMO är ett paraplybegrepp som innefattar genmodifierade insekter (GMI), genmodifierade växter (GMV), genmodifierade grödor (GMG), genmodifierade djur (GMD) och genmodifierade mikroorganismer (GMM).
Vad gäller växter kan man göra dem resistenta mot bekämpningsmedel och skadeinsekter.
Ordet genmanipulation förekom i svensk massmedia för första gången 1977, genförändring belagt sedan 1946. Yngre är genmodifiering, belagt först från 1996.

## Genetisk modifiering av djur
Transgena däggdjur kan framställas genom att en transgen injiceras i äggceller som sedan befruktas. Det tidiga embryot inplanteras sedan i ett surrogatdjur. Där fortplantar de sig sedan med varandra och bildar fler embryon. Då blir det en genetisk förändring i arvsmassan.
Transgena organismer har fått stor användning inom biomedicinsk forskning för att skapa modeller av mänskliga sjukdomar och för att förstå sambandet mellan gener och fysiologi. Även inom avelsindustrin förekommer transgena däggdjur (framför allt gris, får, get och ko) och fåglar (framför allt höns) men inga finns idag tillgängliga på marknaden. Det däggdjur som varit närmast att marknadsföras kommersiellt för humankonsumtion var en transgen gris som benämndes EnviroPig i Kanada. Den hade försetts med bakteriegener som kodade för fytas (ett enzym som frigör bundet fosfor) vilket gjorde att grisen kunde utvinna mer fosfor från sin föda och det blev därmed mindre fosfor i dess avföring (därav namnet "miljögris" eftersom den förväntades minska övergödningsproblem). På grund av bristande konsumentintresse och krånglig lagstiftning lade man under 2012 ner projektet, grisarna avlivades och deras DNA frystes ner ifall man skulle vilja framställa dem igen. De enda legalt kommersiella produkterna på marknaden för närvarande (september 2012) som härrör från transgena däggdjur är medicinerna ATryn (R) från get och Rhucin(R) från kanin.
Fiskar är särskilt lämpade för transgen manipulering då de ofta har extern befruktning och inkubering. Första generationen transgen fisk framställs oftast genom att injicera transgenkonstruktet (promotor och proteinkodande DNA) i ett obefruktat eller nyligen befruktat ägg. Om transgen tas upp och sedan förs över till könscellerna så kan ägg eller spermier komma att bära på transgenen och då kan vidare generationer framställas på samma sätt som omodifierade fiskar i en odling. Detta gör att efter första lyckade generationen kan transgen fisk framställas i stora mängder.
I dagsläget har runt 40-talet olika fiskarter modifierats med transgen teknik och med över 200 olika varianter av konstrukt och arter. Vanligaste arterna är zebrafisk och risfisk inom grundforskningen, medan bland den tillämpade forskningen är laxfiskar (framför allt Atlantlax och coholax), karp och tilapia de mest studerade. Även om många olika typer av transgena fiskar har framställts, till exempel för ökad köldtolerans, förbättrat näringsinnehåll, ökad storlek, ökad födokonvertering och ökad sjukdomsresistens, så är det klart vanligaste motivet att öka fiskens tillväxt för att kunna öka produktionen av kött. Detta har man också lyckats med, så att det nu finns lax som växer dubbelt så fort som normalt. I Nordamerika finns företaget Aquabounty som inväntar tillstånd från amerikanska Food and Drug Administration (FDA) för att börja saluföra sin Aquadvantagelax. FDA inväntar dock resultat från den forskning som skall bedöma de ekologiska riskerna som snabbväxande rymlingar antas utgöra. Den enda transgena fisk som idag (januari 2010) marknadsförs är zebrafisk som uppvisar olika typer av fluorescerande färger och saluförs som GloFish. I detta fall ansåg FDA att de modifierade fiskarna inte kan anses utgöra någon större ekologisk risk än de omodifierade zebrafiskar som tidigare finns utsläppta i naturen i USA.
Syftet med de flesta transgena fiskarna som inte är för grundforskning handlar om att öka lönsamheten för odlaren, antingen genom ökad produktion (till exempel genom snabbare tillväxt, minskad förlust från sjukdomar eller möjlighet att odla i kallare vatten eller nya miljöer), billigare produktion (till exempel genom att möjliggöra för rovfisk att tillgodogöra sig växtprotein istället för animaliskt protein), eller en förbättrad produkt (till exempel genom ökat näringsinnehåll). I vissa fall kan detta leda till andra effekter som kan anses mera generellt positiva, som om lax kan matas med växtmaterial istället för med vildfångad fisk som ansjovis och sill. En ökad födokonvertering skulle också kunna minska behovet av så kallad foderfisk och även utsläpp från odling eftersom mer av födan binds i odlingsfiskens kött. Utom i fallet med den ökade tillväxten så är de andra typerna av transgen fisk i tidiga utvecklingsstadier och man har i princip bara lyckats visa att det är möjligt att få en önskad biologisk effekt av den införda transgenen men det återstår ett stort arbete med att ta fram en linje med fisk som uppvisar effekter som är kommersiellt användbara och som på ett enkelt sätt kan föras vidare till nästa generation.
På stark frammarsch under senaste åren har varit användandet av transgena insekter. Framför allt har detta handlat om myggor som används i kampen mot sjukdomar. Miljontals transgena hanmyggor släpps ut i naturen (det har skett på försök i Malaysia, Bermuda och Brasilien) där man förväntar sig att de skall para sig med vilda honor. Problemet (för myggorna) är att transgenen blir aktiv hos avkomman och leder till dess död. Målet är alltså att slå ut populationen av mygg, men det som man verkligen vill åt är de sjukdomar som myggen bär på och kan sprida till människan, som dengue och malaria. Andra alternativ som också studeras är därför att låta myggans transgen producera gift som dödar den sjukdomsalstrande parasiten istället för att ta död på myggan eller dess avkomma. För närvarande (september 2012) pågår diskussioner om företaget (Oxitec) från England skall få släppa ut sina transgena myggor i Florida Keys i USA, för att få bort myggor som på senare år börjat sprida denguefeber.

## Utförande
Vid plasmidburen genöverföring utnyttjar man oftast tre olika bakterier, Rhizobium sb NGR234, Sinorhizobium meliloti samt Mezorhibium eftersom den traditionella tekniken med Agrobacterium tumefaciens är patentskyddad. Bakterien innehåller en DNA-plasmid som kan överföras till en växtcell.

### Traditionell teknik
Vid genetisk modifikation av det här slaget måste man först isolera den gen man vill överföra. För att göra det måste man förstöra de bakterier som innehåller genen, antingen mekaniskt eller kemiskt. Det vanligaste är en kemisk metod som innebär att man behandlar bakterierna med lysozym i kombination med EDTA. Lysozym är ett enzym som bryter ner cellväggen, medan EDTA tar bort de magnesiumjoner som behövs för att bevara cellmembranets struktur. EDTA hämmar även enzymer i cellen vilka annars kan bryta ner DNA:t.
Genom centrifugering tar man bort olösliga cellrester så att man får kvar endast en lösning av cellbeståndsdelar. Det DNA som framställs i denna lösning koncentreras vanligtvis genom utfällning med etanol. När DNA-molekylerna har renats så klipper man dem i mindre bitar med ett restriktionsenzym.
Att alla DNA-molekyler är negativt laddade innebär att de kan separeras med ett elektriskt fält. Gelelektrofores innebär att man preparerar en gel med DNA-fragment och låter dessa vandra mot en positiv pol. Genom att de är negativt laddade dras de mot den positiva polen, de minsta fragmenten går då fortare och genom detta så sorteras DNA-delarna i storleksordning och man kan följaktligen välja de DNA-delar man vill ha. När väl dessa delar har lokaliseras måste de "klistras ihop" med varandra i rätt ordning för att uppnå önskad effekt. Detta görs genom att man utnyttjar ett protein som heter ligas. Detta proteins uppgift är att sammanfoga DNA-sekvenser. När detta har skett så måste DNA:t reproduceras fort eftersom det snabbt dör. 
Detta görs vanligen genom att man för in DNA-sekvenserna i en bakterie och låter bakterien kopiera DNA-molekylen. För att föra in DNA-molekylen i bakterien använder man sig av en plasmid. En plasmid är en stor ringformad molekyl som består av enbart DNA. Genteknikerna använder sig av dessa naturliga plasmider, tar bort de flesta av deras ursprungliga gener och planterat istället in de gener som de ämnar överföra till bakterierna. För att få maximal effekt av intaget av plasmider låter man bakterierna föröka sig i snabb takt, därefter kyler man snabbt ner dem och låter dem simma i kalciumkloridlösning. Efter detta så tillförs de önskade plasmiderna som man vill att bakterien ska ta upp. Efter ungefär 20 minuter i ett isbad så har en av tiotusen bakterier tagit upp en plasmid.
För att sedan hitta de gener som har tagit upp plasmiden används en metod som innebär att samtidigt som önskade egenskaper infogas i plasmiden lägger man in en gen som gör bakterien motståndskraftig mot antibiotikum. Alla bakterier, även de som inte har tagit upp plasmiden, hälls ut på en agarplatta. På agarplattan häller man även ut det antibiotikum som bakterierna gjordes resistenta mot. Detta innebär att endast de bakterier som har tagit upp plasmiderna kan föröka sig. Således dör de andra bakterierna och endast de som tagit upp de nya generna överlever. 
För att sedan injektera dessa nya gener i en ti-plasmid, så byter man ut T-DNA:t i ti-plasmiden. Plasmiden förs sedan in i en bakterie, Agrobacterium tumefaciens som angriper plantan. Genom ti-plasmiderna skickas nytt T-DNA in i plantan.
Genmodifiering (GM), genetisk modifiering, en form av genteknik som omfattar ändring av arvsmassan i en organism. Ordet genmanipulation betyder samma sak men är värdeladdat eftersom leden "manipulation" antyder omoraliska syften. 
Genmodifiering betyder förändring av generna. Man kan ändra på en organisms egenskaper antingen genom att sätta in gener eller genom att förhindra att gener kommer till uttryck. Båda metoderna kallas genmodifiering.
När man förändrar gener hos en organism ändrar man dess arvsanlag och i vissa fall dess egenskaper. Det är nämligen generna som indirekt bestämmer organismens biologiska egenskaper. Till exempel bestämmer en växts gener om den – i fall den får tillräckligt med sol, näring och så vidare – blir hög eller låg och om den bär många eller få frukter och blommor.
Genteknik kan göra det möjligt att plocka ut en önskad egenskap från en växt och överföra den till en annan växt. Man kan till exempel plocka ut den gen som bestämmer att en viss växtart har en hög halt av vitamin C och överföra den till en annan växtart och på så sätt förhöja mottagarväxtens halt av vitamin C.
Genteknik gör det också möjligt att överföra gener – och därmed egenskaper – mellan organismer som inte kan korsas på naturlig väg. Det gör så att man kan få en människa som är "perfekt".

## Åsikter om GMO
Kritiker anser att det finns risk för spridning till andra grödor, man anser att man inte vet till vilka växter spridningen kan ske. Kritikerna menar att konsekvensen av sådan spridning är svår att förutse, och de anser att det är ett stort hot mot biologisk mångfald. Förespråkarna anser att vinsten med att göra växter resistenta mot bekämpningsmedel och skadeinsekter är stor, och det har visat sig i stora delar av världen att det är viktigt för lönsam odling, speciellt i fattiga delar av världen. Däremot är omgivningen mindre tålig än de genmodifierade plantorna.

## GMO på världsmarknaden

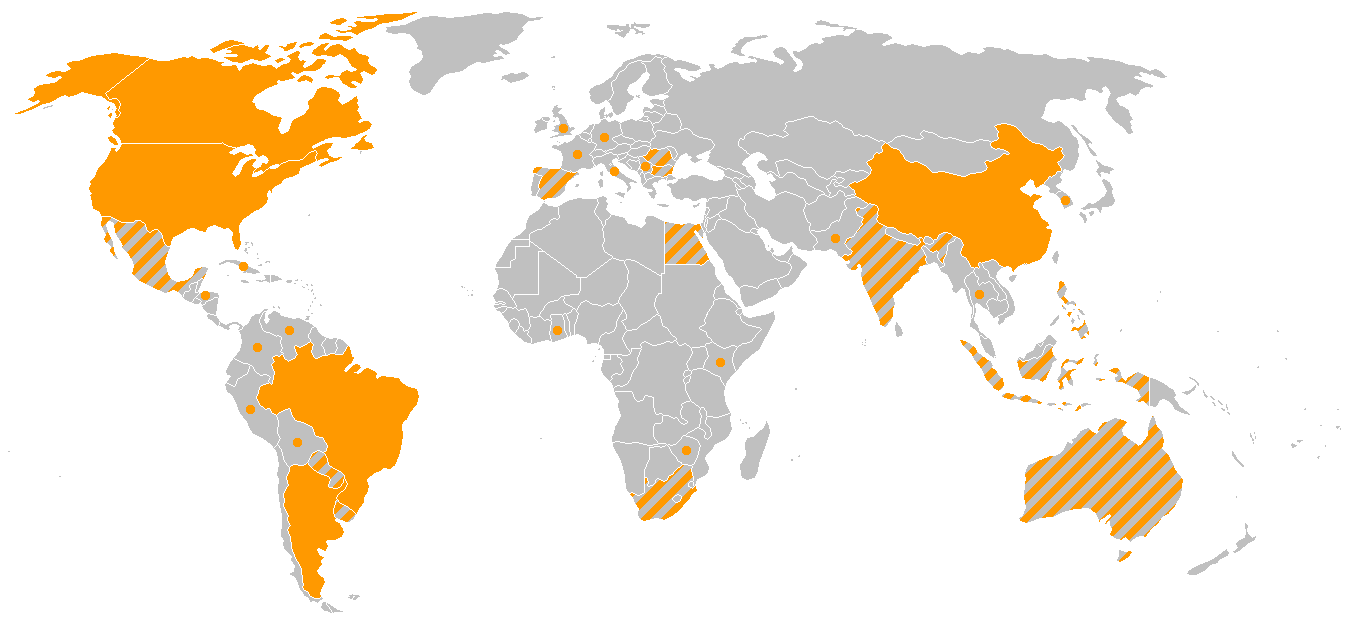
De fem största länderna som odlar mer än 95% av all världens GMO-grödor.
Andra länder som odlar GMO.
Orange prick:Experimentell verksamhet.

2006 odlades genmodifierade grödor på 6,8 % av världens odlingsbara mark. Cirka 90-95 % av odlingen sker i USA, Argentina, Brasilien, Kanada, Kina och Indien. I Argentina står genmodifierade grödor för ca 50 % av den odlingsbara marken, i USA 30 %, Brasilien 19 % och Kanada 12 %.